# Bryaceae

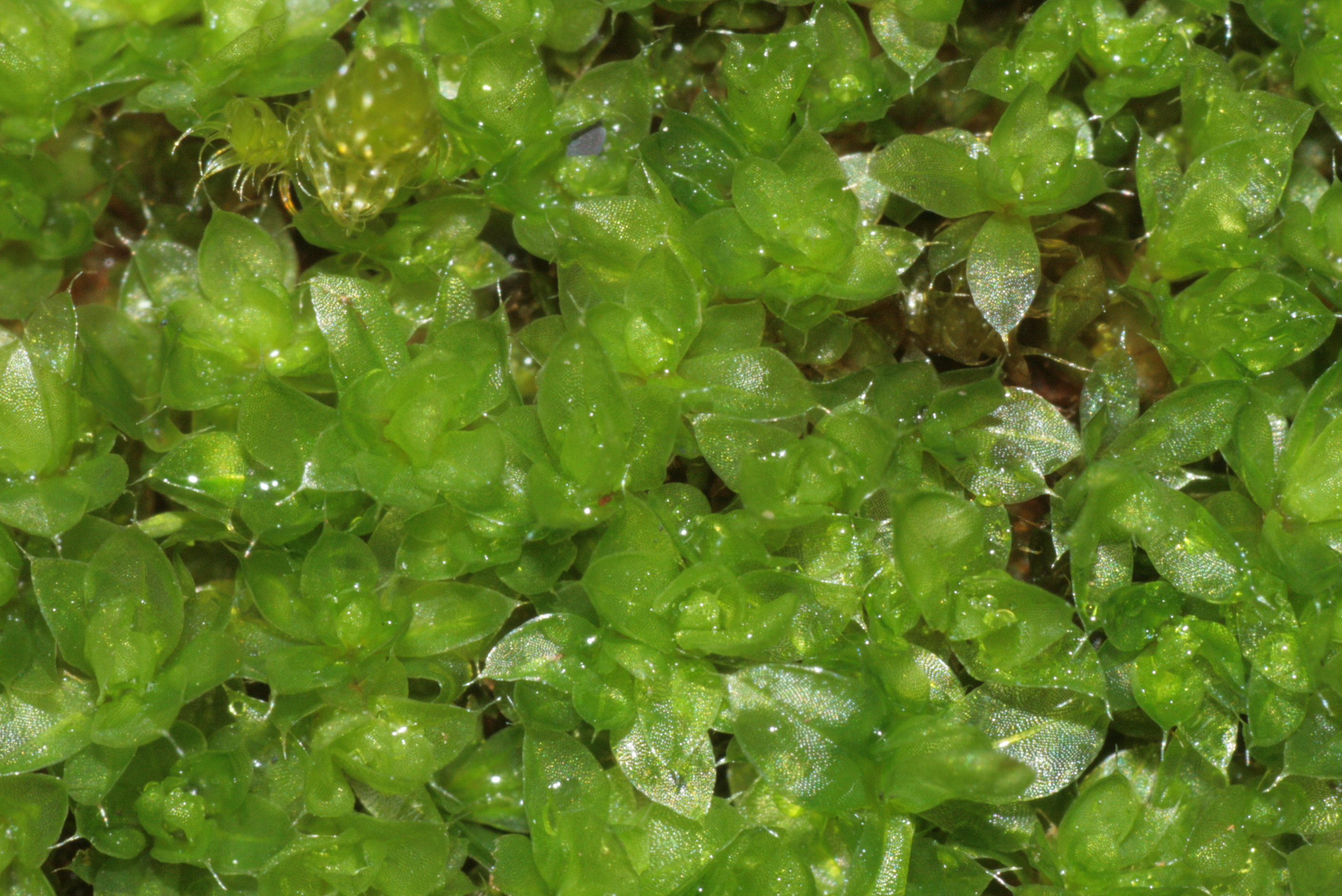
Bryum capillare

A família Bryaceae pertencentes a ordem Bryales e é composta pelos musgos. Compreende 43 gêneros com 3.768 espécies descritas e, destes, apenas 2108 são aceitos. Possuem exemplares brasileiros, porém nenhuma espécie endêmica é encontrada nesta região. 
Os musgos têm preferências por solos corticícola, rupícola e terrícola, e têm como destaque suas folhas, que é o principal instrumento de identificação das espécies. Essas possuem diferentes formas e colorações, sendo as mais jovens de um tom esverdeado. 
Essa família é adaptada a diversos ambientes, no entanto não ocorrem em áreas com pouca luminosidade ou com uma densa serrapilheira. Em outros quesitos, como clima e umidade, possui adaptações para uma ampla variedade. 

## Gêneros presentes no Brasil
- Anomobryum Schimp.
- Brachymenium Schwägr
- Bryum Hedw
- Imbribryum Pedersen
- Leptostomopsis (Müll.Hal. ex Broth.) J.R.Spence & H.P.Ramsay
- Plagiobryum Lindb
- Ptychostomum Hornsch.
- Rhodobryum (Schimp.) Limpr.
- Rosulabryum J.R.Spence.[2]

## Lista de espécies brasileiras
São plantas nativas do Brasil, mas não endêmicas de nenhuma região.
- Anomobryum conicum
- Anomobryum julaceum
- Brachymenium acuminatum
- Brachymenium columbicum
- Brachymenium consimile
- Brachymenium exile, sinônimo de Gemmabryum exile
- Brachymenium fabronioides
- Brachymenium globosum
- Brachymenium hornschuchianum
- Brachymenium klotzschii
- Brachymenium morasicum
- Brachymenium peraristatum
- Brachymenium regnellii
- Brachymenium speciosum
- Bryum acuminatum, sinônimo de Gemmabryum acuminatum
- Bryum albidum
- Bryum alto-pedunculatum
- Bryum apiculatum, sinônimo de Gemmabryum apiculatum
- Bryum alto-pedunculatum
- Bryum arachnoideum
- Bryum argenteum
- Bryum atenense
- Bryum atrovirens
- Bryum aubertii, sinônimo de Rhodobryum aubertii
- Bryum clavatum, sinônimo de Gemmabryum clavatum
- Bryum coronatum, sinônimo de Gemmabryum coronatum
- Bryum duplicatum
- Bryum flexifolium
- Bryum laevigatum, sinônimo de Gemmabryum laevigatum
- Bryum leptocladon
- Bryum limbatum
- Bryum mattogrossense
- Bryum pabstianum
- Bryum paradoxum
- Bryum radiculosum, sinônimo de Gemmabryum radiculosum
- Bryum renauldii
- Bryum subapiculatum, sinônimo de Gemmabryum subapiculatum
- Bryum torquatum
- Bryum turbinatum
- Imbribryum muehlenbeckii
- Plagiobryum capillare
- Plagiobryum cellulare
- Plagiobryum pseudotriquetrum
- Ptychostomum caespiticium
- Ptychostomum wrightii
- Rhodobryum beyrichianum, sinônimo de Rhodobryum roseolum
- Rhodobryum grandifolium
- Rhodobryum procerum
- Rhodobryum pseudomarginatum
- Rhodobryum roseum
- Rhodobryum subverticillatum
- Rosulabryum andicola
- Rosulabryum billarderi
- Rosulabryum canariense
- Rosulabryum densifolium
- Rosulabryum huillense
- Rosulabryum pseudocapillare

## Distribuição geográfica

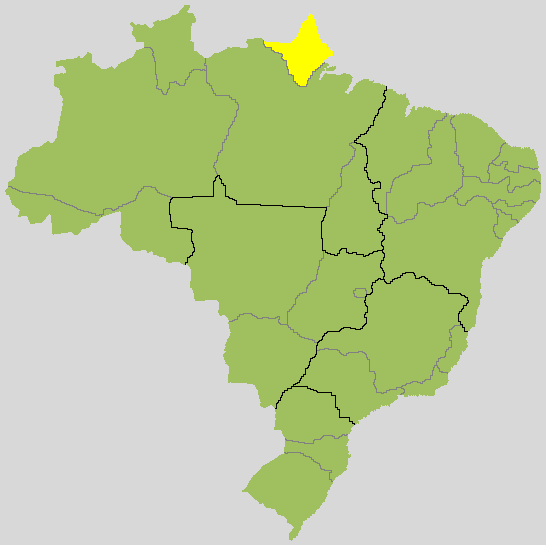
Distribuição geográfica das espécies no Brasil. Encontrados em todos os estados do Brasil com exceção do Amapá.

Estão localizadas nas 5 regiões brasileiras e em 25 estados, com exceção do Amapá. Nos domínios: amazônia, caatinga, cerrado, mata atlântica, pampa e pantanal.  Os tipos de vegetação associadas são: Área Antrópica, Caatinga (stricto sensu), Campo de Altitude, Campo Rupestre, Cerrado (lato sensu), Floresta Ciliar ou Galeria, Floresta de Terra Firme, Floresta Estacional Decidual, Floresta Estacional Semidecidual, Floresta Ombrófila (ou Floresta Pluvial), Floresta Ombrófila Mista, Palmeiral, Restinga, Vegetação Sobre Afloramentos Rochosos. 

## Morfologia

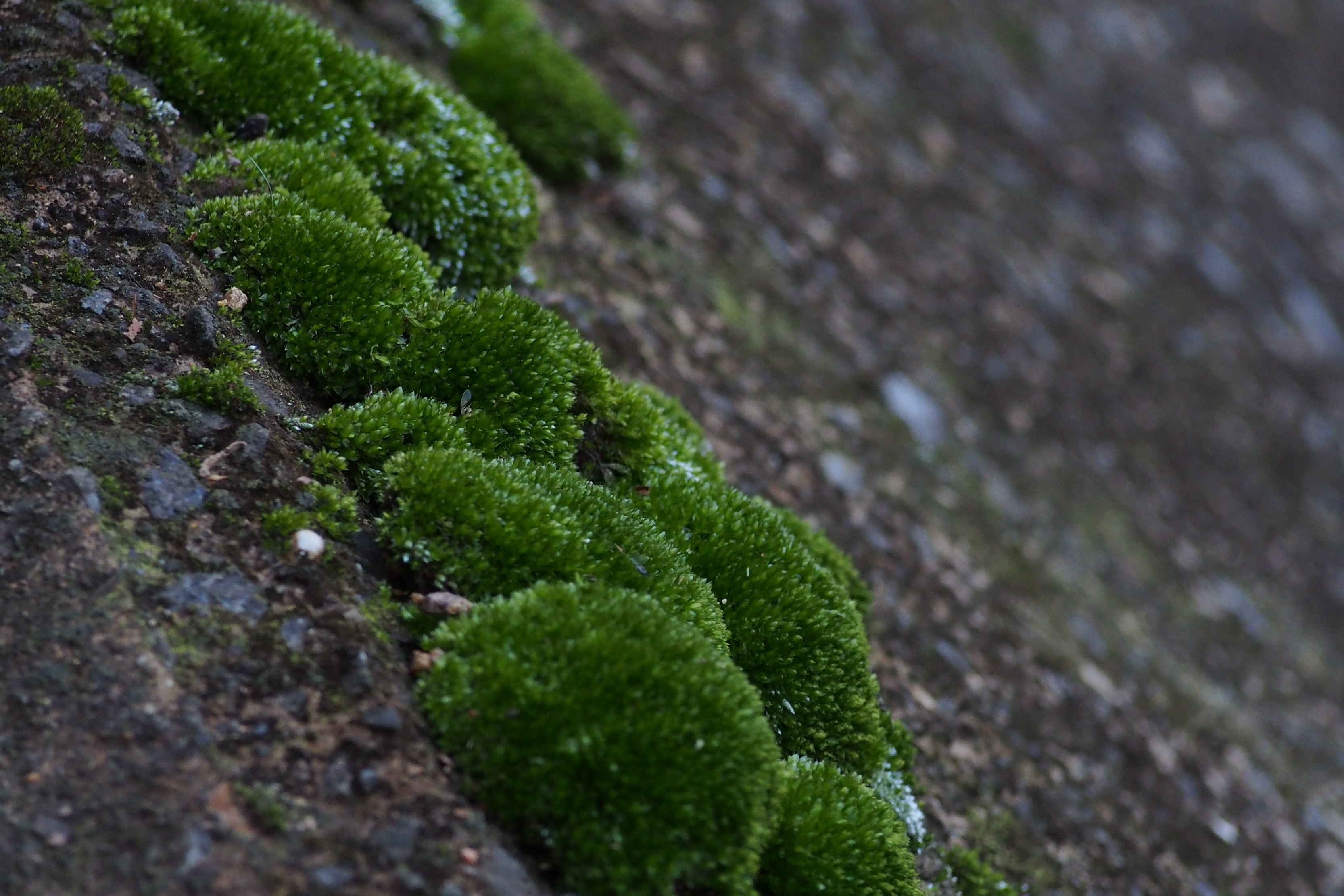
Forma de vida em coxim.

Esses musgos possuem formas de vida em tufo ou coxim e estão associados a substratos como corticícola, rupícola e terrícola. 

Rizoides estão presentes em todas as Bryaceae, mas podem variar de poucos a abundantes. Os rizóides jovens costumam ser lisos e com o passar do tempo se tornam papilosos, são  de castanhos a avermelhados e escurecem com a idade. Entretanto, algumas espécies podem ter rizóides coloridos, como em Gemmabryum, e isso contribui para a identificação das espécies. 

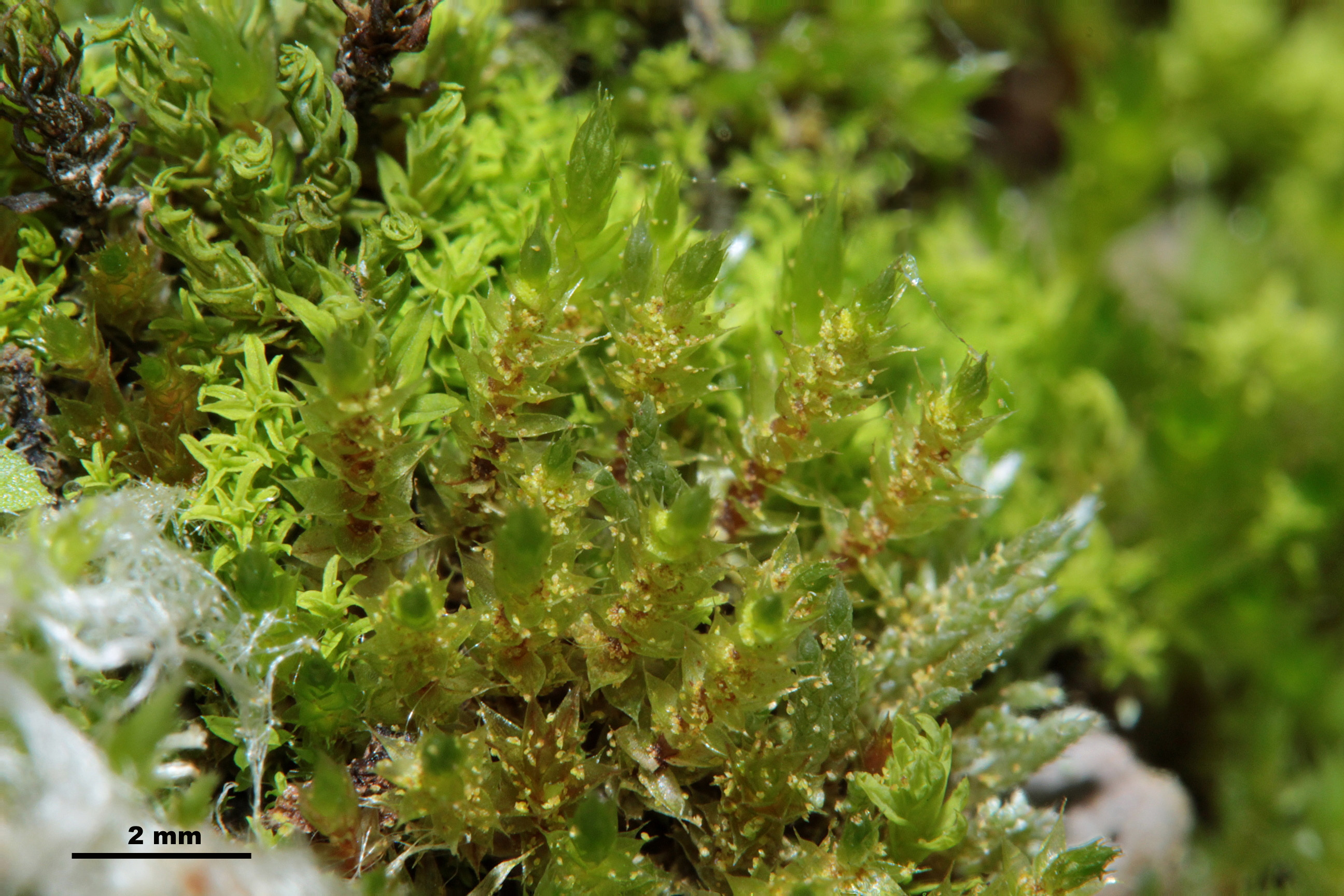
Forma de vida em tufo.

As hastes variam de muito curto a 2-3 cm e sua cor varia de marrom pálido a vermelho escuro, o que também auxilia na identificação de algumas espécies, mas em geral elas fornecem poucas informações que auxiliam na sua identificação. 
As folhas são as principais responsáveis por facilitar a identificação desta família. A cor das folhas é baseada na idade, sendo que a maioria das espécies apresenta folhas verdes ou com tons de amarelo e vermelho. Algumas espécies têm as cores das folhas alteradas  dependendo da estação do ano. Suas formas variam de planas ou côncavas, ovadas, lanceoladas, ovadas-lanceoladas, espatuladas, linguladas a orbiculares e podem ser pouco variáveis dentro de uma espécie. 
É observada a reprodução assexuada e sexuada nas Bryaceae. Assexuadamente elas se reproduzem a partir dos tubérculos rizoidais, das axilas das folhas e de gemas filiformes da axila foliar. Em geral, a presença de esporófito suprime o desenvolvimento de gemas assexuadas. Sexuadamente, a maioria dos gêneros são dióicos (flores femininas e flores masculinas) e quando atingem a maturidade sexual os gametófitos produzem gametângios e os anterozóides, da planta masculina, alcançam a planta feminina através da chuva que nadam até o arquegônio onde ocorre a fecundação gerando o zigoto (2n), que se desenvolve e dá origem ao esporófito (2n). Ocorre a produção de esporos que são liberados para o ambiente, sendo que cada esporo forma um “broto” (protema) que forma um novo musgo (gametófito n). Nesse caso, observa-se um ciclo de vida haplodiplonte. 

## Relações Filogenéticas
Com base em estudos moleculares os gêneros Leptobryum, Orthodontium, Mielichhoferia, Pohlia, Epipterygium, Schizymenium e Synthetodontium foram transferidos para outras famílias. Leptobryum foi para o Meesiaceae, enquanto Orthodontium foi colocado em sua própria família Orthodontaceae. 

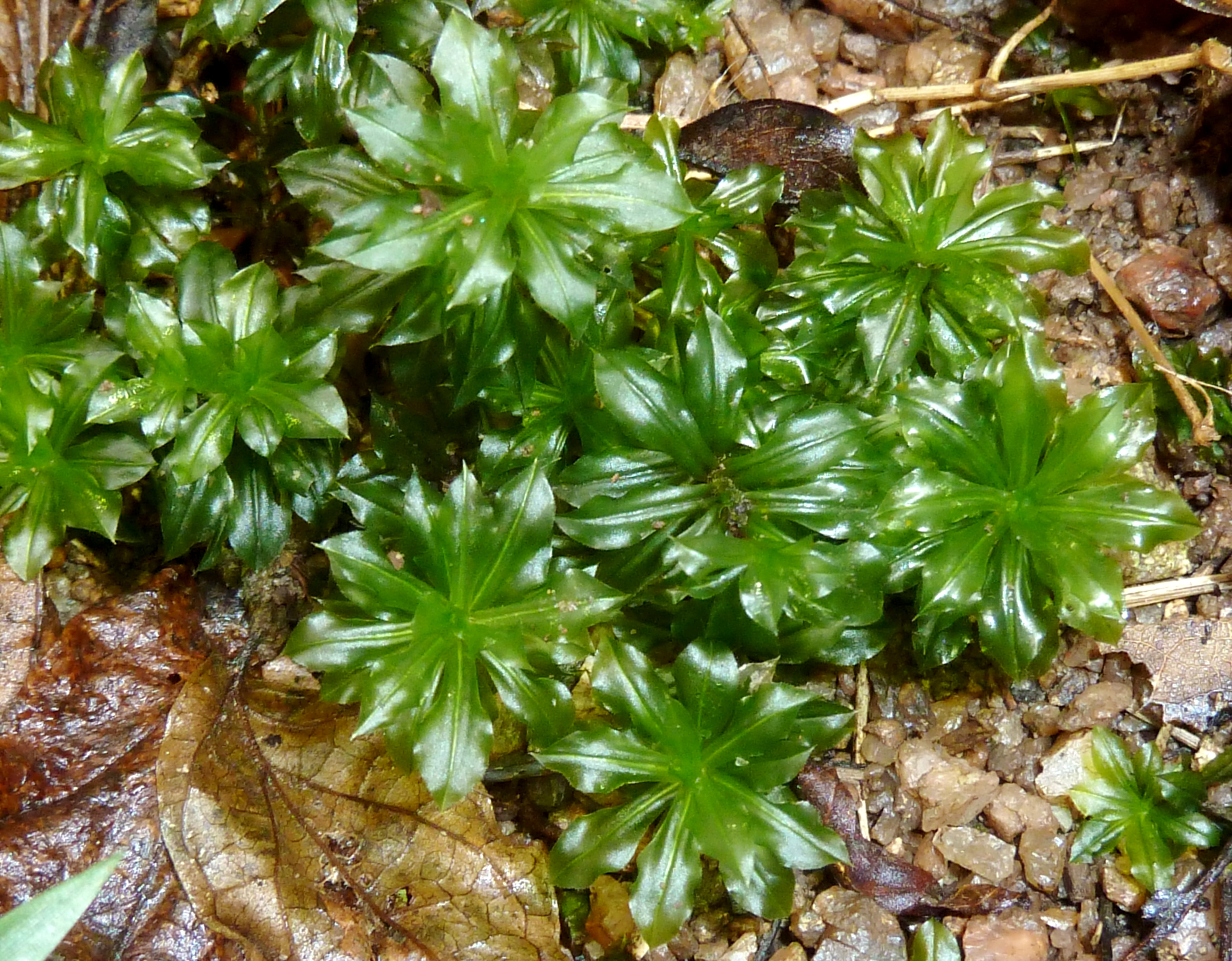
Formato das folhas de um Rhodobryum roseum

As relações atuais são confusas, mas acredita-se que as Bryaceae consistem de duas famílias relativamente distintas, com o tipo Bryaceae irmã de Leptostomaceae, e a irmã de Rhodobryaceae com o clado Mniaceae / Roellobryaceae. A posição de Mielichhoferiaceae é geralmente considerada próxima de Mniaceae, mas mostra algumas semelhanças com as Bryaceae. Todos os estudos moleculares das Bryaceae geralmente mostram dois clados bem sustentados, correspondendo às duas famílias acima. Por isso, Bryaceae é tratada como uma família heterogênea. 

## Ecologia

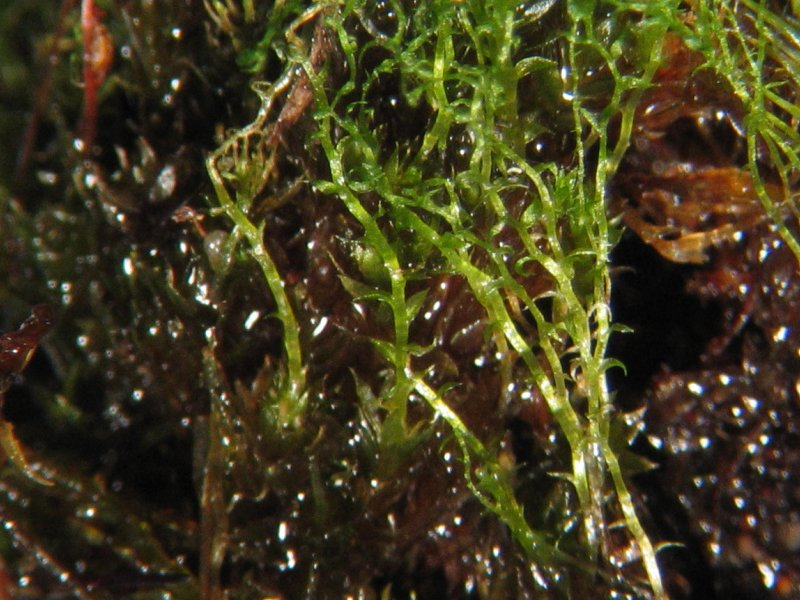
Morfologia das folhas de Bryum turbinatum é bem diferente das de Rhodobryum roseum

É uma família que se adapta em diversos ambientes, no entanto ela não ocorre em florestas densas e sombreadas, devido a pouca luminosidade e a serapilheira no solo. Porém a exceções, como espécies de Rosulabryum que se fixa em troncos de outras árvores ou a Rosulabryum que consegue se fixar mesmo na serapilheira.
Em relação a umidade, a família é bem diversa: algumas conseguem se estabelecer em ambientes que permanecem secos em algumas épocas do ano enquanto outras tem preferência pelos úmidos.
A questão climática para o crescimento dessas plantas é bem ampla, como em climas frios como árticos, onde encontramos espécimes de Ptchostomum e Plagiobryum até em áreas quentes como temperados boreais, mediterrâneos e subtropicais-tropicais com exemplares de Gemmabryum e Rosulabryum. 

## Curiosidades
No geral, há poucas espécies endêmicas na família Bryaceae, exceto na Província Florística da Califórnia onde há muitas.